# Тенчинский, Анджей (ум. 1588)
Анджей Тенчинский (пол. Andrzej Tęczyński; около 1510 — 22 мая 1588) — польский магнат, воевода краковский в 1581—1588 годах, воевода белзский (1574—1581), каштелян белзский в 1569 году, староста грубешовский, староста заторский в 1582—1588 годах, староста освенцимский в 1577—1583 годах.

## Биография
Представитель польского магнатского рода Тенчинских герба «Топор». Старший сын Анджея Тенчинского (ок. 1480—1561), каштеляна краковского, и Анны Ожаровской.
Учился в Ингольштадтском университете в 1564 году. Как представитель Короны Королевства Польского, он подписал Акт о Люблинской унии в 1569 году. Он был каштеляном белзским (1569), а затем воеводой белзским (с 1574 г.) и краковским (с 1581 г.). Он занимал должности старосты заторского, освенцимского и грубешовского. В 1573 году он подтвердил избрание Генриха III Валуа королём Польши. В период междуцарствия 1575 года, после побега Генриха Валуа из Польши, он был одним из кандидатов на королевскую корону, но не получил поддержки сейма. В 1575 году на выборах он проголосовал за австрийского императора Максимилиана II Габсбурга. На съезде в Енджеюве в 1576 году он подтвердил избрание трансильванского воеводы Стефана Батория королём Речи Посполитой. Он был маршалом губернского сейма Краковского воеводства в 1586 году. Он был членом генеральной конфедерации, созданной 7 марта 1587 года. Он подписал pacta conventa Сигизмунда III Вазы в 1587 году. В 1587 году он подписал рецессию, санкционирующую избрание Сигизмунда III Вазы на королевский трон Речи Посполитой. Принимал участие в боях с австрийскими войсками, защищая Краков. После его смерти тело было перевезено из Затора под Краковом в Коньсковолу, где оно покоится в одном из склепов приходской церкви.

## Семья
В 1569 году он женился на Софье Дембовской (1549/1550 — 1588), дочери воеводы белзского Анджя Дембовского (+ 1571), от которой у него было три сына и четыре дочери:
- Габриэль Тенчинский (1572—1617), мечник великий коронный и воевода люблинский
- Анджей Тенчинский (1576—1613), каштелян белзский
- Агнешка Тенчинская (1578—1644), жена Николая Фирлея (+ 1600)
- Ян Тенчинский (ок. 1581—1637), воевода краковский
- Софья Тенчинская (ум. 1620), жена Яна Гостомского (ок. 1576—1623), воеводы калишского
- Катажина Тенчинская (1581—1648), жена Марека Собеского (ок. 1550—1605)
- Изабелла Тенчинская (ок. 1585—1648).